# 짜장라면

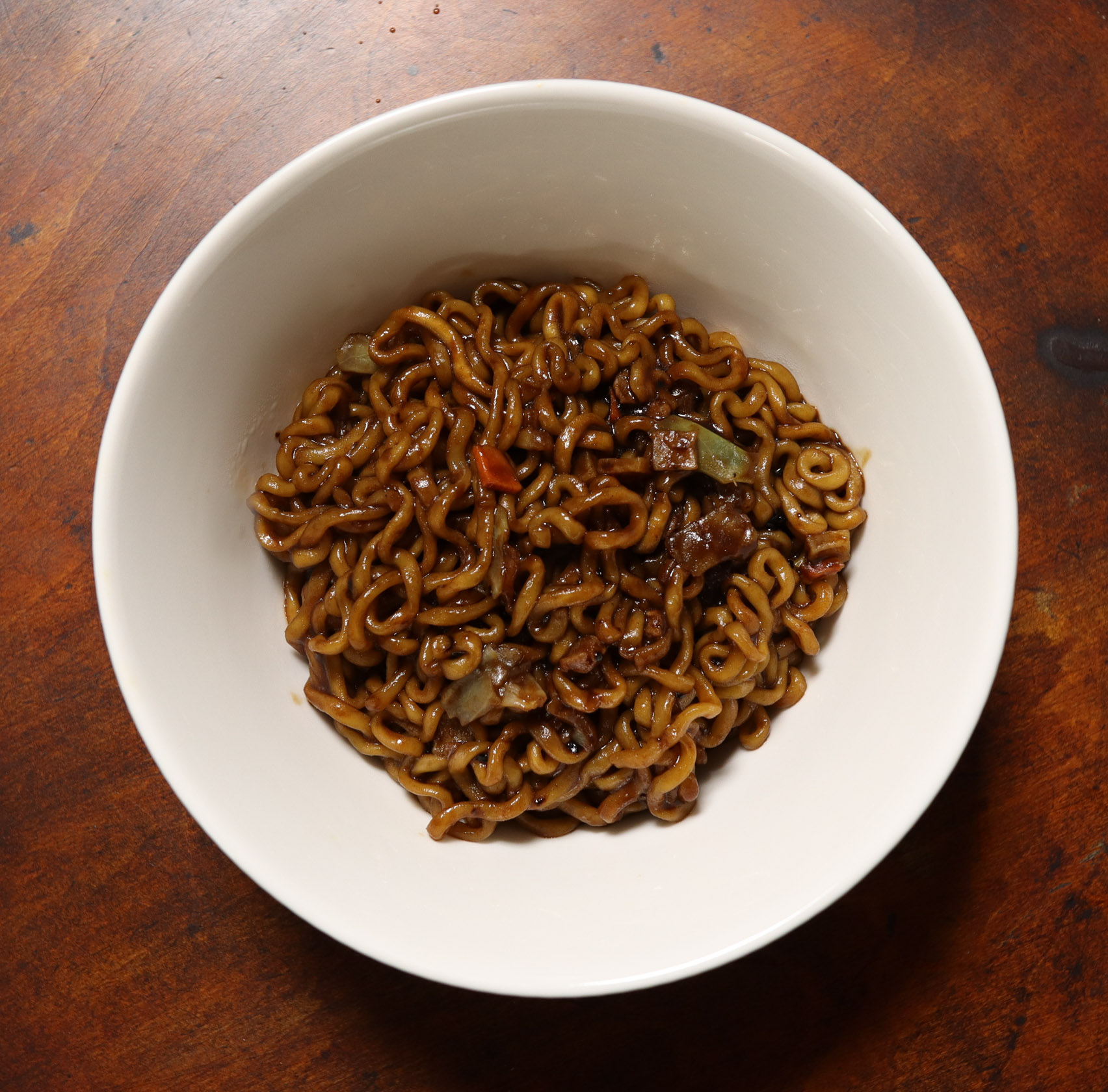
짜파게티

짜장라면은 짜장으로 비빈 라면이다.

## 제품
- 짜파게티
- 짜짜로니
- 짜왕
- 오뚜기 짜장면
- 진짜장
- 팔도 짜장면